# Ашот II Багратуни
Ашо́т Багратуни́ (год рож. неиз. — ум. около 689) — князь, правитель Армении с 685 года, поэт-гимнограф.

## Биография
Ашот Багратуни назначил своего брата Смбата спарапетом армянских войск, развернул культурно-строительскую деятельность, вёл мирную политику в отношении арабов.
С 686 года в связи с византийскими нашествиями организовал оборону Армении. Однако в 689 году император Юстиниан II завоевал Армению, сохранив патрические права Ашота Багратуни.
В том же году Армения подверглась арабским нашествиям. Согласно Гевонду, Ашот Багратуни сумел разгромить арабских захватчиков. В одной из битв он был тяжело ранен, после чего бежал в родную область Даруйк, где вскоре и скончался.
Построил церковь св. Спасителя в родном городе — крепости Даруйк, в связи с чем и сочинил посвященный кресту шаракан «На возведение храма», который был канонизирован церковью. Ашот Багратуни стал первым светским автором, произведения которого были официально приняты церковью. Некоторыми древними авторами этот духовный гимн был ошибочно приписан Григору Магисторсу.